# Damülser Horn
Das Damülser Horn ist ein 1929 m ü. A. hoher Nebengipfel des Glatthorns in der Glatthorngruppe im Bregenzerwaldgebirge oder im Lechquellengebirge. Der Gipfel liegt im Gemeindegebiet von Fontanella und markiert den nordwestlichsten Ausläufer der Glatthorngruppe.